# Гетто в Дараганово (Беларусь)
Гетто в Дарага́ново (осень 1941 — май 1942) — еврейское гетто, место принудительного переселения евреев деревни Дараганово Осиповичского района Могилёвской области в процессе преследования и уничтожения евреев во время оккупации территории Белоруссии войсками нацистской Германии в период Второй мировой войны.

## Оккупация Дараганово и создание гетто
К началу оккупации эвакуироваться на восток успела только половина евреев Дараганово. Немцы очень серьёзно относились к возможности еврейского сопротивления, и поэтому в большинстве случаев в первую очередь убивали в гетто или ещё до его создания евреев-мужчин в возрасте примерно от 15 до 50 лет — несмотря на экономическую нецелесообразность, так как это были самые трудоспособные узники. Исходя из этих соображений, в начале августа 1941 года из Старых Дорог в местечко прибыл отряд жандармов, прочесал деревню, арестовал около 30 (11) мужчин — почти одних евреев — и расстрелял их, закопав тела в яме возле санатория.
В деревне была создана управа во главе с бургомистром и полицейский гарнизон из коллаборационистов.
Осенью 1941 года немцы, реализуя гитлеровскую программу уничтожения евреев, согнали всех евреев деревни в гетто, образованное на улице Песчаной (местные жители называли её «Песчанка»). Оставленные дома евреев и их имущество присвоили полицейские. Территория гетто не охранялась, но побегов не было, так как бежать узникам было практически некуда — в лесу ждала смерть от голода и холода, партизанское движение ещё не развернулось, и везде грозила опасность быть схваченным полицией или быть выданным местными жителями.

## Уничтожение гетто

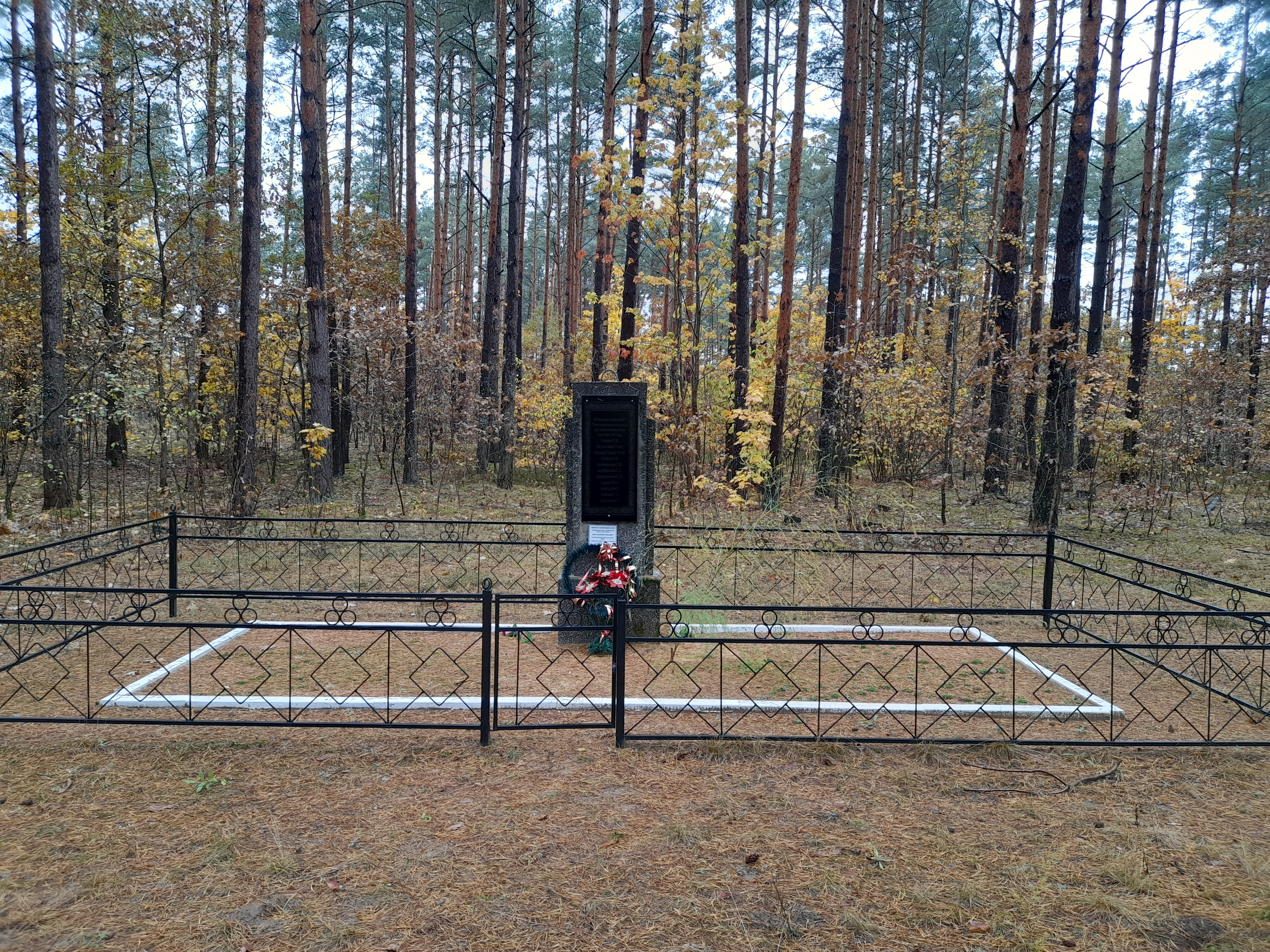
Памятник евреям, убитым 6 сентября 1941 года на их братской могиле около здания бывшей школы-интерната

В мае 1942 года в Дараганово прибыл карательный отряд СС из Бобруйска численностью 30 человек. Немцы окружили деревню, расставив полицаев по периметру местечка и лишив евреев возможности убежать. Другие полицейские начали собирать евреев из гетто на Песочной, прикладами выгоняя людей на улицу. Построив евреев в колонну, оккупанты отвели их к старой пекарне на окраине деревни. Узников гетто группами по 5 человек отводили в лес к северу от Дараганово к большой, заранее выкопанной яме. Там каратели заставляли обреченных людей раздеваться до нижнего белья и расстреливали.
Убив евреев, немцы и полицейские разграбили и присвоили себе их имущество.
Из той колонны евреев в живых осталась Тамара Петровна Барановская, которой в то время было 5 лет.
Спустя уже долгое время после уничтожения всех евреев Дараганово полицаи разузнали, что у местной учительницы сыновья-близнецы от отца-еврея. Детей убили, а их мать сошла с ума.

## Палачи и организаторы убийств
Бургомистром до 1943 года был Андриянов, затем — Иван Новик, начальником полиции стал Козак. Активными полицаями были братья Ковалевские, младший из которых при немцах также был и лесником.

## Память
Два списка жертв геноцида евреев Дараганово имеются в Дарагановском школьном музее. Один содержит 11 фамилий расстрелянных 6 сентября 1941 года, которые похоронены в братской могиле около здания бывшей школы-интерната. В другом списке 107 человек, убитых в мае 1942 года и похороненных около старой пекарни. Ещё один список из 113 фамилий приведен в книге «Память. Осиповичский район». Списки не полностью совпадают и содержат разночтения.
Многие подробности гибели дарагановских евреев во время Катастрофы описаны в книге В. Киселева «Асколкi параненай памяцi» («Осколки раненой памяти»).
После войны на месте расстрела евреев был поставлен небольшой памятник с надписью «Мирным советским гражданам, погибшим от рук немецко-фашистских захватчиков». В 1976 году вместо него был установлен другой памятник с упоминанием про 73 евреев.
26 июня 2009 года был открыт новый памятник к северо-западу от деревни в лесу недалеко от улицы Бобруйской. На памятнике выбиты 162 фамилии и имена всех расстрелянных весной 1942 года. Списки убитых составил и уточнил Владимир Свердлов, спасшийся из гетто в санатории Крынки.